# Anochilia vitticollis
Anochilia vitticollis är en skalbaggsart som beskrevs av Ernst Gustav Kraatz 1895. Anochilia vitticollis ingår i släktet Anochilia och familjen Cetoniidae. Inga underarter finns listade i Catalogue of Life.